# The Medium (jeu vidéo)
Pour les articles homonymes, voir Médium.
The Medium est un jeu vidéo d'horreur psychologique développé par Bloober Team sorti sur Xbox Series et Windows le 28 janvier 2021. Le jeu est également sorti sur PlayStation 5 le 3 septembre 2021, puis plus tard sur Amazon Luna, Nintendo Switch et macOS.

## Système de jeu
The Medium est un jeu d'horreur psychologique joué à la troisième personne, le joueur incarne Marianne, une médium qui peut voyager dans le royaume des esprits,.

## Développement et publication
À l'origine, The Medium est développé par Bloober Team en 2012. Le studio voulait améliorer l'immersion en changeant leur point de vue traditionnel de la première à la troisième personne et en profitant du streaming d'arrière-plan de la Xbox Series X. Ils ont modelé le monde des esprits d'après l'œuvre surréaliste dystopique de Zdzisław Beksiński. Le concepteur en chef Wojciech Piejko a déclaré que The Medium transmet le message « qu'il n'y a pas de vérité universelle ».  Les compositeurs Arkadiusz Reikowski et Akira Yamaoka ont été chargés de marquer le plan physique et spirituel, respectivement. Yamaoka a travaillé sur la franchise Silent Hill, qui a inspiré le jeu  y compris ses angles de caméra fixes. Il a été persuadé de prendre la musique lorsque Piejko l'a approché avec une démonstration de gameplay,.
The Medium a été initialement annoncé pour Xbox 360, PlayStation 3 et Wii U en 2012, mais a été reporté faute de meilleure technologie en mai 2020 sur Microsoft Windows et Xbox Series pour une sortie prévue au quatrième trimestre de l'année 2020. Finalement, le jeu est de nouveau reporté au 28 janvier 2021 à cause de la pandémie de Covid-19.